# ميتسوبيشي لانسر إيفوليوشن
ميتسوبيشي لانسر إيفوليوشن (بالإنجليزية: Mitsubishi Lancer Evolution)‏ تسمى أيضاً إيفو (بالإنجليزية: Evo)‏ هي سيارة رياضية من إانتاج شركة ميتسوبيشي موتورز اليابانية، الإيفو مبنية على سيارة الشركة الميتسوبيشي لانسر.
بدأ إانتاج الإيفو في أكتوبر عام 1992 وتم إنتاج عشرة أجيال إلى الآن ويتم تسمية كل جيل برقم روماني والأجيال الحالية هي:
- X, IX, VIII, VII, VI, V, IV, III, II, I

جميع اجيال الإيفو مزودة بمحرك بسعة 2 لتر (2000 سي سي) والإيفو ذات دفع رباعي الحركة.

## إيفوليوشن I
إيفوليوشن I هي أول جيل من الفئة بدأ الإنتاج في أكتوبر عام 1992 وانتهى في يناير عام 1994, الإيفوليوشن I مزودة بمحرك "4G63" (المحرك الرابع من سلسلة «سايروس») صاحب الأربع اسطوانات متتالية وسعة 2 لتر مع شاحن توربيني خاص بالمحرك الذي يولد 182 كيلوواط 300 قدرة حصانية) في 6000 دورة في الدقيقة الواحدة وسرعة قصوى تصل إلى 228 كيلومتر في الساعة (142 ميل في الساعة).
كانت تباع كموديل (ار اس) أو كموديل (جي اس ار) مع إطارات تزن ما يقارب ال70 كيلوغرام والموديلات مزودة بنظام منع انغلاق المكابح (ايه بس أس).

## إيفوليوشن II
إيفوليوشن II هي الجيل الثاني من الفئة تم البدأ في تصميمها وتحديثها عام 1993 إلى أن دخلت خط الإنتاج في يناير عام 1994, جناح الإيفوليوشن II أكبر من الجناح السابق في الجيل الأول من الفئة وإطارات اعرض بما يقارب ال10 مم وتم تعديل مستويات القيادة في السيارة بشكل كبير لتصبح أفضل مع تعديل طفيف على قاعدة الإطارات، وخزان وقود بسعة 50 لتر (11 غالون).
يولد المحرك 188 كيلوواط 345 قدرة حصانية) في 6000 دورة في الدقيقة الواحدة.
توقف الإنتاج في فبراير عام 1995 بعد أن تم استبدالها مع الجيل الثالث من الفئة.

## إيفوليوشن III
ثالث جيل من الفئة إيفوليوشن III دخلت الإنتاج خط الإنتاج في فبراير عام 1995 مع تعديلات متعددة ومختلفة عن الجيل الأول والثاني مثل;
- تصميم جديد وجريئ.
- واجهة امامية جديدة ساهمت في إدخال المزيد من الهواء إلى المشع والمبرد الداخلي (إانتركولر) والمكابح.
- تصميم جديد للدعامة الأمامية والجوانح الجانبية.
- جناح خلفي أكبر للتحسين من قوة الجر.
- تعديل على المحرك بحيث يعطي قيمة ضغطية أفضل.
- شاحن توربيني جديد مع ضغط أفضل (60 مم - 68 مم).

أصبح المحرك يولد 201 كيلوواط (370 قدرة حصانية) في 6250 دورة في الدقيقة الواحدة.
تم وقف الإنتاج في أغسطس عام 1996 ليحل مكانه الجيل التالي.

## إيفوليوشن IV
إيفوليوشن IV الجيل الرابع المختلفة كلياً عن الأجيال السابقة بدأ إنتاجها في أغسطس عام 1996

## إيفوليوشن IX
== إيفوليوشن X == هي اخر طراز من سلسلة ايفولوشين الرياضية تم انتاجها سنة 2009 إلى 2015 وتسمى final edition أو النسخة الاخيرة